# Sida sampaiana
Sida sampaiana är en malvaväxtart som beskrevs av H. Monteiro. Sida sampaiana ingår i släktet sammetsmalvor, och familjen malvaväxter. Inga underarter finns listade i Catalogue of Life.